# Хлінча
Хлінча (рум. Hlincea) — село у повіті Ясси в Румунії. Входить до складу комуни Чуря.
Село розташоване на відстані 318 км на північ від Бухареста, 5 км на південь від Ясс.

## Населення
За даними перепису населення 2002 року у селі проживали 200 осіб, усі — румуни. Усі жителі села рідною мовою назвали румунську.